# Caecum carpenteri
Caecum carpenteri is een slakkensoort uit de familie van de Caecidae. De wetenschappelijke naam van de soort is voor het eerst geldig gepubliceerd in 1920 door Bartsch.